# M203
M203 es la designación del Ejército de los Estados Unidos al lanzagranadas acoplado monotiro de 40 mm que generalmente se le instala al fusil de asalto M16 o a la carabina M4.

## Operadores
El M203 también es acoplado a otras armas distintas del fusil M16 y de la carabina M4 para los que fue diseñado. Estas son las armas a las que es acoplado en cada país:
- Argentina - Fusil M16, M4A1 y FamCA
- Australia - Steyr AUG
- Austria - Steyr AUG
- Bolivia - Fusil M16, IMI Galil SAR y CAR-15
- Chile - FAMAE SG 540-1M y FAMAE SG 542-1.
- Colombia - IMI Galil, M4, IWI Tavor TAR-21 y M16
- Egipto - Carabina M4, Fusil M16 y MISR Maadi (variante egipcia del Kalashnikov)
- El Salvador - Fusil M16A1
- Estados Unidos - Fusil M16 y Carabina M4
- Francia - Carabina M4 y FAMAS
- Guatemala - IMI Galil, TAR-21
- Grecia - Carabina M4A1
- Honduras - Fusil Colt M16
- Irlanda - Steyr AUG
- Israel - Carabina M4, IMI Galil SAR e IWI Tavor TAR-21
- Italia - Beretta AR70/90 del Nucleo Operativo Centrale di Sicurezza, Carabina M4 de las Fuerzas Especiales
- Malasia - Steyr AUG
- México - Heckler & Koch G3, fusil Bushmaster y M16A2
- Nueva Zelanda - Steyr AUG
- Panamá - Colt M16A2, M16A4 y Colt M4, M4A1
- Perú - Fusil M16, SC-2010 e IMI Galil
- Portugal - Heckler & Koch G3
- Reino Unido  - Fusil M16 del Special Air Service (SAS)

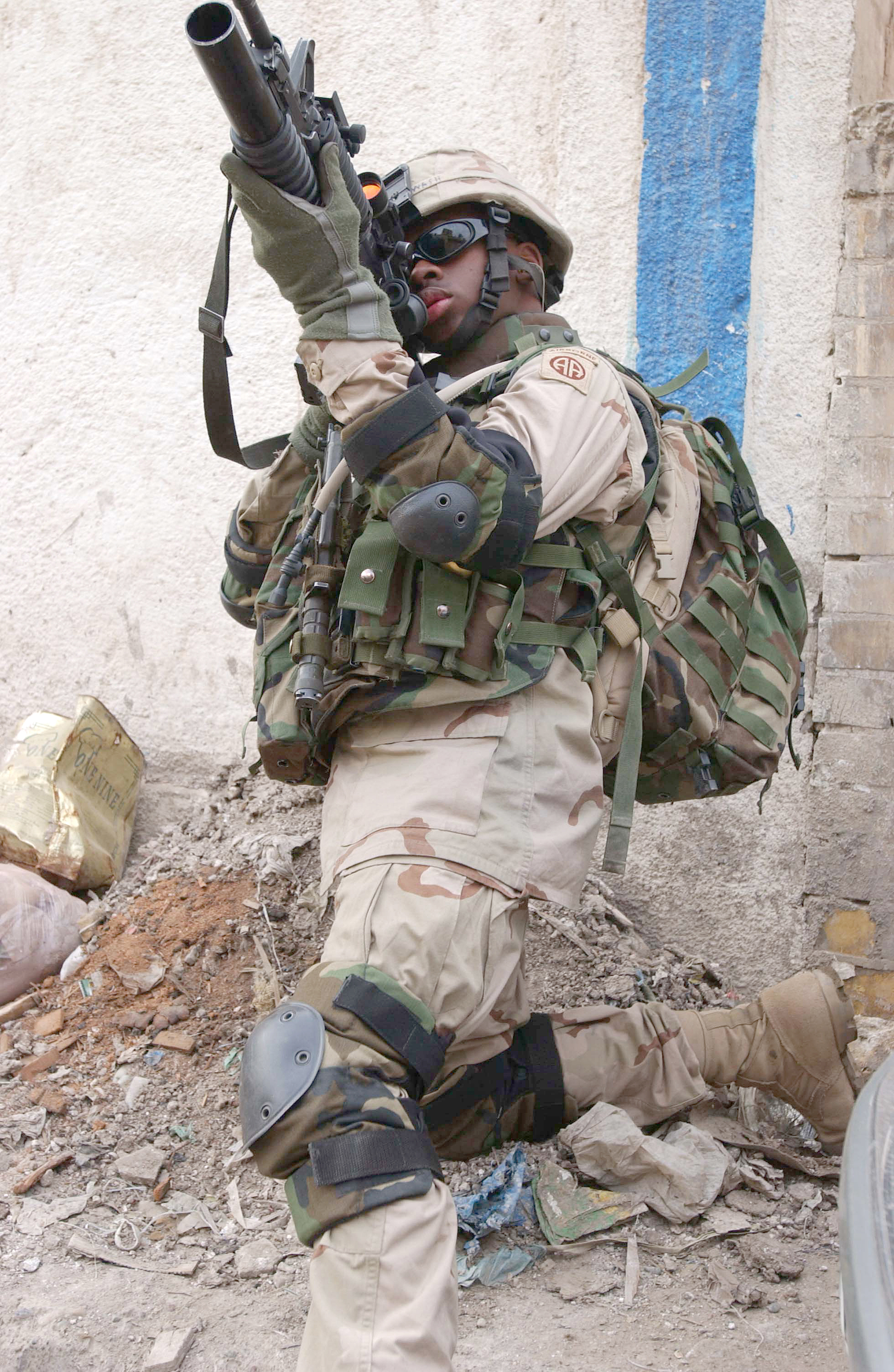
Soldado de la 82va División Aerotransportada, apuntando con su lanzagranadas M203.

- República Dominicana - Fusil M16 y Carabina M4
- Singapur - SAR 21
- Suecia - Ak 4/Ak 5
- Turquía - Heckler & Koch G3

### Lanzagranadas similares
- Heckler & Koch AG36
- GP-25